# بخش مرکزی شهرستان آستانه اشرفیه
بخش مرکزی شهرستان آستانه اشرفیه یکی از بخش‌های تابعه شهرستان آستانه اشرفیه در استان گیلان در شمال ایران است.

## تقسیمات کشوری
- بخش مرکزی شهرستان آستانه اشرفیه
  - دهستان دهشال
  - دهستان گورکا
  - دهستان کیسم
  - دهستان چهارده

شهر: آستانه اشرفیه

## جمعیت
بنابر سرشماری مرکز آمار ایران، جمعیت بخش مرکزی شهرستان آستانه اشرفیه در سال ۱۳۸۵ برابر با ۷۳۱۳۸ نفر بوده است.